# 할머니의 바구니
《할머니의 바구니》는 한국방송공사 2TV 특집드라마이다.

## 기획 의도
괴픽한 할머니의 잔잔한 감동과 인간에 대한 사랑을 그린 드라마

## 제작진
- 극본 : 김준일
- 연출 : 김종식

## 출연진
- 김일란
- 사미자
- 서갑숙
- 선동혁
- 최선자